# Eclipse solar del 1 de junio de 2011

Tránsito del eclipse solar del 1 de junio de 2011

El 1 de junio de 2011 se produjo un eclipse solar anular que fue visible en el océano Ártico, Groenlandia, Canadá y Siberia.
Tuvo lugar entre las 19:25:17 GMT y las 23:06:57 GMT  alcanzando su magnitud máxima del 0,601 a las 21:16:18 GMT sobre el Mar de Barents.  

Fue el segundo de los cuatro eclipses solares del año 2011 y el sexto del siglo XXI.

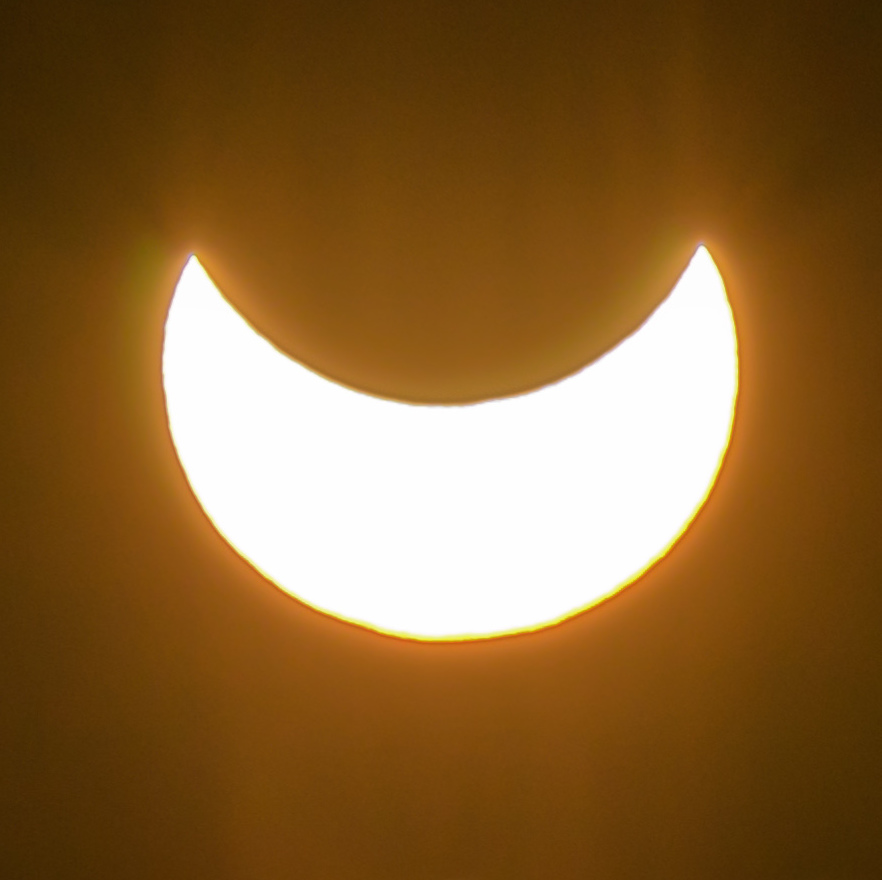
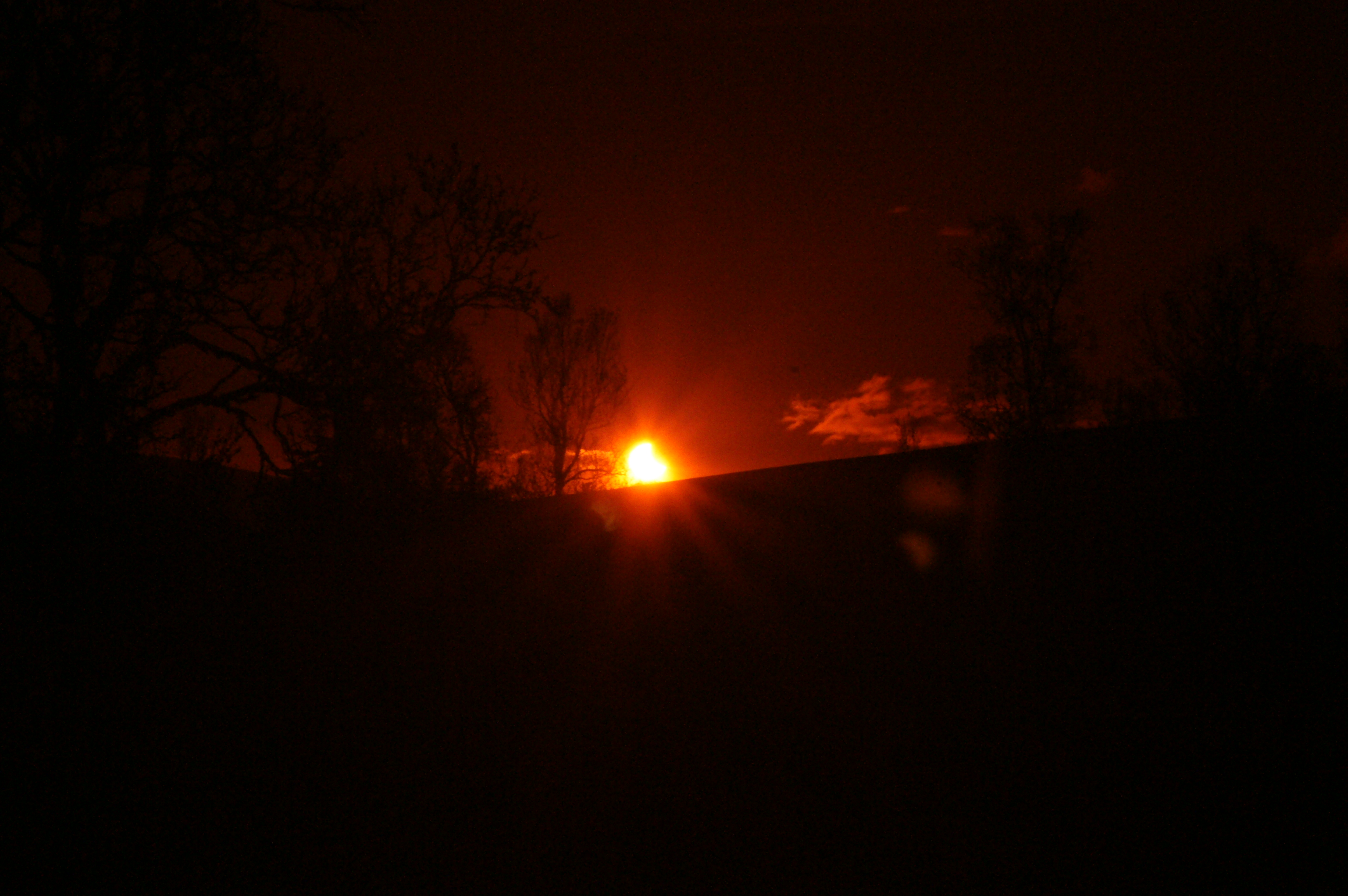